# سیارک ۱۵۴۶۶۰
سیارک ۱۵۴۶۶۰ (به انگلیسی: 154660 Kavelaars، نامگذاری:2004FX29) صد و پنجاه و چهار هزار و ششصد و شصتمین سیارک کشف شده‌است که در ۲۹ مارس ۲۰۰۴ کشف شد.